# Cyclorana platycephala
Cyclorana platycephala és una espècie de granota que es troba a Austràlia.